# Hygiène de vie
L'hygiène (du grec hugieion signifiant la santé) étant la partie de la médecine qui étudie les moyens individuels et collectifs, les principes ou les pratiques qui visent à préserver ou favoriser la santé, l'hygiène de vie désigne le fait pour une personne de respecter de manière volontaire ces principes ou ces pratiques[réf. nécessaire].
L'hygiène de vie est l'ensemble des mesures destinées à préserver et à promouvoir la santé. Elle concerne essentiellement les choix de style de vie. Ces choix sont adoptés du fait de leurs impacts positif sur son propre bien-être physique ou moral. Les comportements de la vie quotidienne sont fortement influencés par la perception que l’on a de son état de santé.

## Enjeux de l'hygiène de vie
L'hygiène de vie permet d'influer sur l'espérance de vie. Une équipe de chercheurs de l'université de Cambridge (Royaume-Uni), en partenariat avec le Medical Research Council, a mené une enquête sur 20 244 personnes pendant 14 ans (1993-2007), dont 1 987 sont décédés en cours d'enquête, afin de déterminer l'impact du mode de vie sur l'espérance de vie. L'étude conclut que le "mode de vie idéal" - absence de tabac, consommation d'alcool égale ou inférieure à un demi verre par jour consommation de 5 fruits et légumes par jour, exercice physique d'une demi-heure par jour - majore l'espérance de vie de 14 ans par rapport au cumul de quatre facteurs de risque. Le cumul des quatre facteurs de risque (tabac, alcool, manque de fruits et légumes et d'exercice physique) multiplie le risque de décès par 4,4 ; trois facteurs, de 2,5 ; deux facteurs de près de 2, et 1 facteur de 1,4. Selon le professeur Kay-Tee Khaw, premier signataire de l'étude, "c'est la première fois que l'on analyse l'effet cumulé des facteurs de risque sur la mortalité.".

## Selon les domaines
Selon les recommandations de l'Institut national de prévention et d'éducation pour la santé en France ou encore de l'Organisation mondiale de la santé, certaines habitudes de vie peuvent être modifiées ou adaptées afin de favoriser un meilleur niveau de santé.

### Hygiène du corps
L'oxygénation est le premier besoin primaire - le tabagisme par exemple constitue une entrave à la bonne oxygénation corporelle.
L'hydratation est le deuxième besoin primaire - il convient d'hydrater suffisamment son corps en buvant régulièrement de l'eau. L'eau est le véhicule qui permet l'élimination des déchets et toxines du corps. La consommation d'alcool doit être modérée : maximum trois verres par jour pour les hommes et deux par jour pour les femmes,.
La nutrition est le troisième besoin primaire - elle concerne l'alimentation qui englobe : l'absorption d'aliments, leur digestion, l'assimilation des nutriments (issus de la digestion), l'élimination des résidus (de la digestion) et déchets (métaboliques) - avoir une alimentation équilibrée, variée et saine : des fruits et légumes, des céréales complètes, des légumineuses, des noix et des huiles végétales pour les régimes de type végétarien ; mais en plus de la viande blanche et du poisson pour les régimes de type carné.
L'activité physique - il est recommandé de pratiquer l'équivalent d'une demi-heure de marche par jour ; d'avoir des horaires réguliers pour les repas et le coucher ; de respect des cycles de la veille et de sommeil.

### Hygiène de l'esprit
L'hygiène de l'esprit représente un état de bien-être psychologique. Avoir un bon moral, en évitant le stress et la dépression qui sont mauvais pour la santé.

### Hygiène sexuelle
L'hygiène sexuelle, qui consiste à prendre des mesures pour se préserver de tout dérèglement, par exemple les maladies sexuellement transmissibles avec le préservatif, mais il n'y a pas que cela.

## Hygiène de vie liée aux conditions de logement
L'hygiène relative à l'environnement de chaque personne vivant dans un même logement (appartement ou maison, les sans domicile fixe étant un autre cas) est très importante pour l'hygiène de vie de chaque membre de la petite communauté vivant sous un même toit : il faut veiller à vivre dans un environnement salubre, d'où l'importance de la qualité environnementale (à la ville ou à la campagne). Pour cela il est possible d'aérer, de nettoyer, et de ranger son logement.

## Quelques aspects de l'hygiène de vie
De nombreux sites  évoquent des domaines plus précis et concrets où la vigilance et l'action individuelle peuvent se manifester de manière positive :
- L'alcool
- Le tabac
- La pollution de l'air
- La protection de la peau
- La protection solaire
- La protection du dos
- L'activité physique
- Le sommeil
- Les accidents domestiques
- La vue
- L'hygiène bucco-dentaire
- L'alimentation